# Montigny-lès-Cherlieu
Montigny-lès-Cherlieu é uma comuna francesa na região administrativa de Borgonha-Franco-Condado, no departamento de Alto Sona. Estende-se por uma área de 20,98 km². Em 2010 a comuna tinha 151 habitantes (densidade: 7,2 hab./km²).